# Stadtpark Luckenwalde

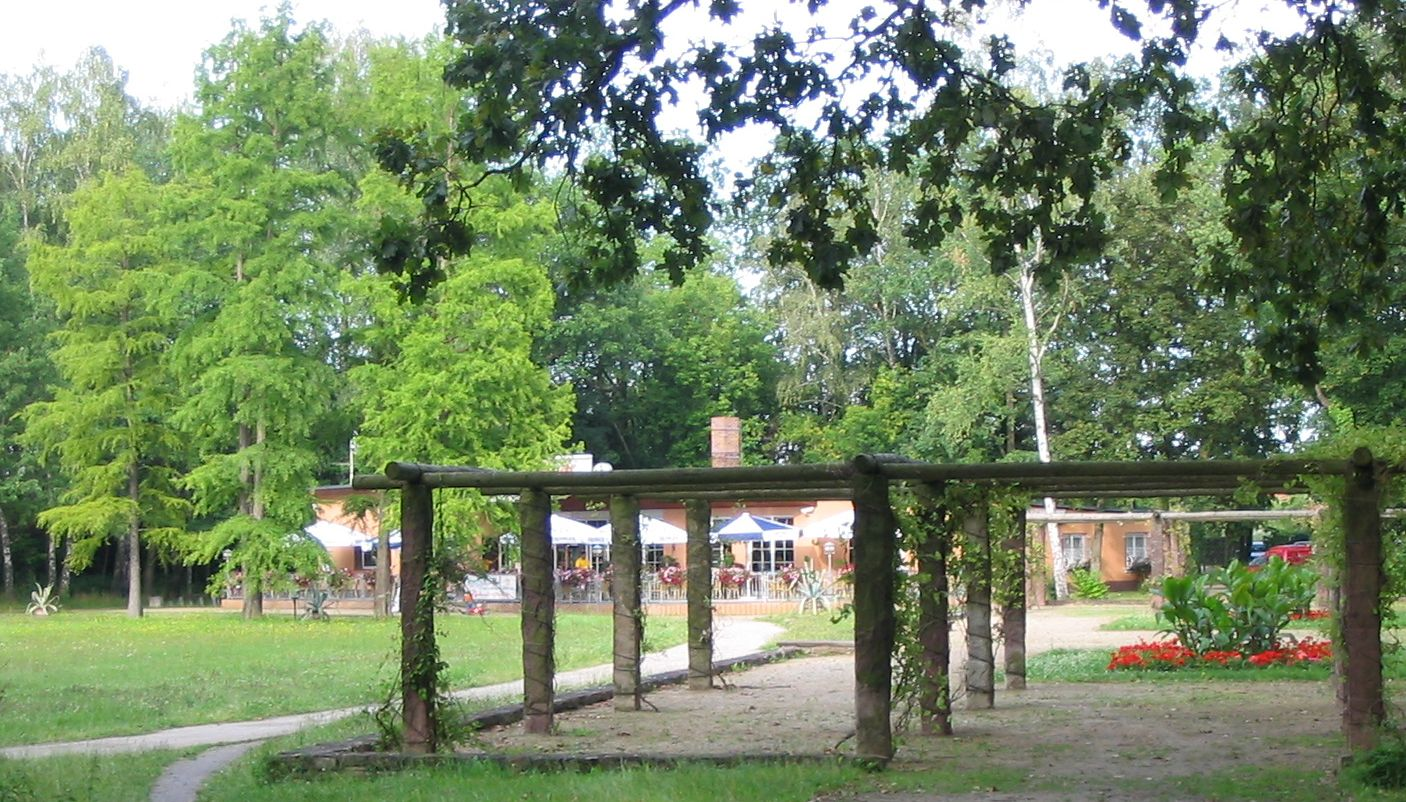
Stadtpark in Luckenwalde

Der Stadtpark Luckenwalde ist eine im Jahr 1904 angelegte, unter Denkmalschutz stehende Grünfläche in Luckenwalde, der Kreisstadt des Landkreises Teltow-Fläming in Brandenburg.

## Geschichte
Der ältere Abschnitt des Stadtparks wurde am 1. März 1904 unter der Leitung des Stadtgartenmeisters Gustav Gierlich angelegt. Er dient seit dem Jahr 1956 als Tierpark und beherbergt im Jahr 2015 rund 200 Tiere in 39 Arten. Der neuere Teil entstand im Jahr 1936 als Erweiterung des bestehenden Abschnitts. Er greift in seiner Formensprache die ausgehenden 1920er Jahre auf. Der Entwurf geht auf Hellmuth Späth, den Sohn des Gründers der Baumschule Späth Franz Ludwig Späth, aus Berlin zurück. Er plante auf einem nahezu quadratischen Grundriss eine Wiese, die von einem äußeren, von ihm „Großen Umgangsweg“ genannten Pfad sowie von einem „Kleinen Umgangsweg“ geprägt wurde. An der Nordseite der sich in Nord-Süd-Richtung ausdehnenden Wiese erzeugte ein Pflanzbeet den Übergang zum älteren Abschnitt. Am Südende sah Späth eine Pergola vor, die mit ihren 70 Metern Länge das prägende Element des Parks war. Sie kann in östlicher und westlicher Richtung von zwei Eingängen betreten werden. Im westlichen Teil des Parks befinden sich eine Liegewiese, ein Sandkasten und ein Turnplatz. Im Jahr 1965 eröffnete in der Südostecke ein kleines Parkcafé, welches den damaligen Zeitgeist widerspiegelte. In den darauf folgenden Jahrzehnten waren die Wegeverläufe jedoch kaum noch erkennbar. Seit 1996 restauriert die Stadt sukzessive die Raumbezüge und Wegeverläufe. Sie sanierte die Pergola und die Böschungsmauern und stellte das Zierbeet wieder her. Der Verbleib einer Plastik Die Lesende von Pietro Magni di Milano, die in den 1960er Jahren im Park stand, war lange Zeit ungeklärt. Sie galt zwischenzeitlich als verschollen. Im Jahr 2013 erschien ein Dokument, das die Skulptur in der Staatsbibliothek zu Berlin zeigt.